# Авиньон-3
Авиньо́н-3 (фр. Avignon-3) — кантон на юго-востоке Франции, в регионе Прованс — Альпы — Лазурный Берег (департамент — Воклюз, округ — Авиньон). Впервые кантон образован 22 марта 2015 года в качестве административного центра для коммуны Морьер-лез-Авиньон и части города Авиньон, не вошедшей в состав кантонов Авиньон-1 и Авиньон-2.

## Состав кантона
Кантон образован декретом от 25 февраля 2014 года, предписывающим сокращение численности кантонов департамента Воклюз с 24-х до 17-ти и в связи с предстоящей ликвидацией кантонов Авиньон-Нор, Авиньон-Сюд, Авиньон-Уэст и Авиньон-Эст. Официальная дата создания нового кантона — 22 марта 2015 года. По данным INSEE, кантон Авиньон-3 включает в себя Морьер-лез-Авиньон и часть коммуны Авиньон, площадь кантона — ? км², численность населения — 34 273 человека (2012), плотность населения — ? чел/км².
| Коммуна            | Французское название | Площадь, км²               | Население, чел. (2012)         |
| ------------------ | -------------------- | -------------------------- | ------------------------------ |
| Авиньон            | Avignon              | Кантон: — ? (всего: 64,78) | Кантон: 26 318 (всего: 89 380) |
| Морьер-лез-Авиньон | Morières-lès-Avignon | 10,35 км²                  | 7955                           |